# Edward Gascoyne-Cecil

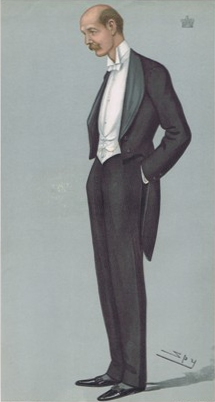
Lord Edward Gascoyne-Cecil

Edward Herbert Gascoyne-Cecil (ur. 12 lipca 1867, zm. 13 grudnia 1918) – brytyjski arystokrata i wojskowy, młodszy syn premiera Wielkiej Brytanii Roberta Gascoyne-Cecila, 3. markiza Salisbury i Georginy Alderson, córki sir Edwarda Aldersona.
W 1887 roku został podporucznikiem Grenadier Guards. Cztery lata później został awansowany do stopnia porucznika i przydzielony do sztabu marszałka polnego Garneta Wolseleya. W 1896 został adiutantem lorda Kitchenera i towarzyszył mu podczas kampanii w Sudanie w latach 1897–1898 i II wojny burskiej. Został odznaczony Orderem Wybitnej Służby i Krzyżem Komandorskim Orderu św. Michała i św. Jerzego.
Po odejściu z wojska pracował w cywilnej administracji Egiptu. Napisał książkę The Leisure of an Egyptian Official, która została opublikowana w 1921 roku, po śmierci autora. Opisane zostały tam działania brytyjskich urzędników i ich wpływy na egipskie władze.
18 czerwca 1894 roku poślubił Violet Georginę Maxse (1872 – 10 października 1958), córkę admirała Fredericka Augustusa Maxse’a i Cecilii Steel. Edward i Violet mieli razem syna i córkę:
- George Edward Gascoyne-Cecil (9 września 1895 – 1 września 1914), zginął podczas I wojny światowej
- Helen Mary Gascoyne-Cecil (11 maja 1901 – ?), żona Alexandra Hardinge'a, 2. barona Hardinge of Penshurst, miała dzieci.